# Ромашкино (Алнаський район)
Рома́шкино (рос. Ромашкино) — присілок у складі Алнаського району Удмуртії, Росія.

## Населення
Населення — 127 осіб (2010; 137 в 2002).
Національний склад станом на 2002 рік:
- удмурти — 99 %

## Відомі люди
У присілку народився Савельєв Володимир Никифорович — міністр охорони здоров'я Удмуртської АРСР (1975—1990).

## Урбаноніми[3]
- вулиці — Бузкова, Зелена, Клубна, Річкова
- провулки — Лучний